# Fanni Mazács
Fanni Mazács (ur. 15 marca 1996 w Peczu) – węgierska aerobiczka, dwukrotna brązowa medalistka World Games, brązowa medalistka mistrzostw świata, trzykrotna mistrzyni Europy.
W 2017 roku wystąpiła na World Games we Wrocławiu, zdobywając dwa brązowe medale w zawodach w grupie i tańcu.